# Roger (biskup Worcesteru)
Roger (zm. 9 sierpnia 1179 w Tours) – biskup Worcesteru, wnuk króla Henryka I Beauclerca, młodszy syn Roberta, 1. hrabiego Gloucester, i Mabel, córki Roberta Fitzhamona.
Roger kształcił się razem z przyszłym królem Anglii Henrykiem II. Wybrał karierę duchowną i 23 sierpnia 1163 r. nastąpiła jego konsekracja na stolicę biskupią w Worcesterze. Rogera konsekrował Thomas Becket. Podczas konfliktu Becketa z królem Henrykiem, Roger trzymał stronę arcybiskupa. W 1167 r. towarzyszył Becketowi na wygnaniu. W 1170 r. spotkał się z Henrykiem w Falaise i tam doszło między nimi do pojednania.
Po zabójstwie Becketa, kiedy Anglii groził papieski interdykt, Roger posłował do Rzymu i tam wyjednał u papieża Aleksandra III, aby ten nie nakładał interdyktu na kraj. Roger zyskał dzięki temu wielki szacunek zarówno w Anglii jak i w Rzymie.
Zmarł 10 lub 9 sierpnia 1179 r. Częściej przyjmuje się tę drugą datę.